# كهف فايدا
كهف فايدا هو كهف يقع إداريًا في مقاطعة فيلياندي، Mulgi vald، إستونيا.